# Alan van der Merwe
Alan van der Merwe (ur. 31 stycznia 1980 roku Johannesburgu) – południowoafrykański kierowca wyścigowy.

## Kariera
Po kilku latach startów w kartingu Alan zadebiutował w Brytyjskiej Formule Ford, w 1999 roku. Najlepiej spisał się w ostatnim podejściu w sezonie 2002, kiedy to zajął 3. miejsce oraz zwyciężył w Festiwalu Formuły Ford.
W roku 2002 awansował do Brytyjskiej Formuły 3 (zajął wówczas 8. pozycję z dorobkiem jednej wygranej). Rok później zdobył w niej tytuł mistrzowski (zwyciężył w dziesięciu wyścigach).
W 2004 roku wystartował w sezonie Międzynarodowej Formuły 3000. W ciągu siedmiu wyścigów w brytyjskiej ekipie Super Nova Racing był dwukrotnie na punktowanej pozycji (zajął wówczas dwa razy ósme miejsce podczas rundy w San Marino oraz Wielkiej Brytanii). Po niepowodzeniu na torze Hockenheimring, zakończył starty w tej serii.
W 2005 był kierowcą testowym ekipy BAR. Nigdy jednak nie zadebiutował w Formule 1.
Na przełomie 2005 i 2006 zadebiutował w serii wyścigowej A1 Grand Prix, w narodowych barwach RPA. Nie zdobył jednak ani jednego punktu.
Począwszy od 2009 roku van der Merwe pełni funkcję kierowcy samochodu medycznego Formuły 1.